# Корнієвка (Мелеузівський район)
Корні́євка (рос. Корнеевка, башк. Корнеевка) — присілок у складі Мелеузівського району Башкортостану, Росія. Адміністративний центр Корнієвської сільської ради.
Населення — 1018 осіб (2010; 901 в 2002).
Національний склад:
- росіяни — 49%
- казахи — 32%